# Ліповець (Щиценський повіт)
Ліповець (пол. Lipowiec, нім. Lipowitz; 1933-45: Lindenort) — село в Польщі, у гміні Щитно Щиценського повіту Вармінсько-Мазурського воєводства.
Населення — 916 осіб (2011).

## Демографія
Демографічна структура станом на 31 березня 2011 року:
|          | Загалом | Допрацездатний вік | Працездатний вік | Постпрацездатний вік |
| -------- | ------- | ------------------ | ---------------- | -------------------- |
| Чоловіки | 441     | 101                | 310              | 30                   |
| Жінки    | 475     | 121                | 275              | 79                   |
| Разом    | 916     | 222                | 585              | 109                  |